# 헤르만 크라포르스트
헤르만 크라포르스트(Hermann Krahforst, 1872년 11월 12일 ~ 1943년 9월 21일)은 독일의 교회화가이다.

## 생애
헤르만 크라포르스트는 니더하이니센의 교수, 즉 뮌헨 미술 아카데미(Akademie der Bildenden Künste München)의 교수 포이에르슈타인(M. Feuerstein)의 학생이었다. 헤르만 크라포르스트는 가톨릭 학생 협회 카롤기아 아헨(Caroligia Aachen)의 일원이었다. 1909년 그는 KV(Korporationsverband)를 위해 또 독일천주교학생모임 KStV Wiking 아헨을 위해 봉사하고 장학금을 지불했다. 크라포르스트는 아헨에서 자신의 스튜디오를 가지고 있었으며, 응용 예술의 아헨학교 (Aachener Kunstgewerbeschule)에서 교사였다.

## 책
- Siegfried Koß in Biographisches Lexikon des KV Band 1 (1991) S. 60-62 m.w.N